# George Siegmann
George Siegmann (Nova Iorque, 8 de fevereiro de 1882 — Hollywood, 22 de junho de 1928) foi um diretor e ator norte-americano da era do cinema mudo. É listado como tendo sido atuado em mais de 100 filmes.
Em junho de 1915, Siegmann ficou gravemente ferido no acidente de um carro dirigido pelo ator e diretor Tod Browning, que também ficou gravemente ferido. Outro passageiro, o ator Elmer Booth, faleceu instantaneamente no acidente. Siegmann teve quatro costelas quebradas, uma coxa profundamente dilacerada e lesões internas.
Em 1927, Siegmann casou-se com Maud Darby. Cerca de um ano mais tarde, em 1928, após uma longa enfermidade, faleceu de anemia perniciosa.